# Mustafa IV
Mustafa IV (osmansk turkiska: مصطفى رابع Muṣṭafā-yi rābi‘), född 8 september 1779, död 17 november 1808, var osmanska rikets sultan 1807-1808. Han var son till Abd ül-Hamid I och Ayşe Seniyeperver Sultan och blev i maj 1807, genom en palatsrevolution insatt som sultan i sin störtade kusin Selim III:s ställe. I juli 1808 lät Mustafa mörda Selim, men blev själv avsatt av sin bror Mahmud II strax därpå, samt avrättad i november 1808.